# La Prise de Constantinople
La Prise de Constantinople est un roman de Jean Ricardou paru en 1965 aux Éditions de Minuit. L'ouvrage a reçu le prix Fénéon en 1966. Considéré comme une œuvre emblématique du Nouveau Roman, il amorce un virage au sein de ce mouvement. Il correspond en effet à un tournant majeur qui s'inscrit dans cette nouvelle phase dite du Nouveau Nouveau Roman.
Dans son livre Parables of Theory (1984), Lynn Higgins oppose le "classicisme" des Lieux-dits (1969), le troisième roman de Ricardou, au baroquisme de La Prise de Constantinople. Parmi  les divers traits formels qui définissent l'art baroque, Higgins relève notamment certaines figures comme celles du "contraste et de la surprise", de "la théâtralité et de l'illusion" et les "principes du mouvement et de la métamorphose": "la stabilité est elle-même une illusion; en réalité elle est une forme extrêmement lente du changement", citation qui s'applique parfaitement à l'écriture minutieusement descriptive de Ricardou et aux révolutions minuscules qu'elle génère. Aussi, à partir d'un texte de Paul Valéry ("L'homme et la coquille"), Higgins rapproche la structure mobile du roman à la forme géométrique d'"une spirale, emblème du labyrinthe, sentier de quête pour un voyageur errant, et figure baroque par excellence". Higgins voit dans La Prise  "l'œuvre de fiction la plus dynamique de Ricardou: "The novel's ludic dimension, more than a mise en scène of theory, remains open to the risks of its own desire and the unpredictability of its generative word-play".

## Un "Livre Singulier"
Si le deuxième roman de J. Ricardou apparaît aujourd'hui d'une importance cruciale, c'est que, à bien des égards, il présente plusieurs caractères remarquables. On peut retenir quatre aspects inédits : un mode de composition fondé sur l'entrelacs de récits temporellement et spatialement distincts; un entrecroisement d'histoires relevant de genres divers (récit historique, "conte de fée ou jeu d'enfant", récit de science-fiction); une façon de générer la fiction sur la base de déterminants langagiers; et l'intégration textuelle d'éléments éditoriaux (emblèmes, noms figurant sur la couverture) conditionnés par la culture du livre.
La Prise de Constantinople se caractérise par une série de jeux sur la forme même du livre, affichant d'entrée la "révolution textuelle" qui va ordonner la fiction:
"D’emblée, ce qui frappe, ce sont divers caractères : la double entrée du livre (avec un double titre, La Prose de Constantinople, paronymique et symétrique sur la “quatrième” ou, dirons-nous, son double de couverture); l’absence de pagination et de numérotation de parties ou chapitres que distinguent diverses figures triangulaires, renversées, entrecroisées; la mise en page notamment de l’incipit, aérée, ménageant de larges zones blanches qui isolent certains fragments textuels, réminiscente du Coup de dés".
Parmi les éléments les plus repérables, il y a ainsi l'abandon de toute pagination et l'utilisation, en quatrième de couverture, d'un titre alternatif (La Prose de Constantinople) qui s'oppose à celui de la première de couverture (La Prise de Constantinople). En disposant, à ces antipodes, un couple de paronymes, ce double titre rappelle un des procédés de Raymond Roussel dans ses Textes de grande jeunesse ou textes-genèse. Toutefois, en occupant ici la première et la quatrième de couverture, l'écho en symétrie se déplace de l'espace du texte (première et dernière phrase) à celui du péritexte. Ce déplacement est significatif. Car il se double ainsi d'une seconde opposition: celle qui distingue entre, d'une part, un titre thématique (la « prise » suscitant, à la manière d'un récit historique, une idée de conquête) et, d'autre part, un titre rhématique (la « prose » évoquant, avec son complément, un style d'écrit qui pourrait ne point être dénué d'un certain byzantinisme). Aussi, on ne peut guère dissocier la conception et les principes gouvernant l'écriture de La Prise des essais théoriques parus entre 1960-67 et rassemblés dans Problèmes du Nouveau Roman (1967). L'allusion éclaire une des raisons qui a pu motiver l'absence de pagination qui caractérise le livre.

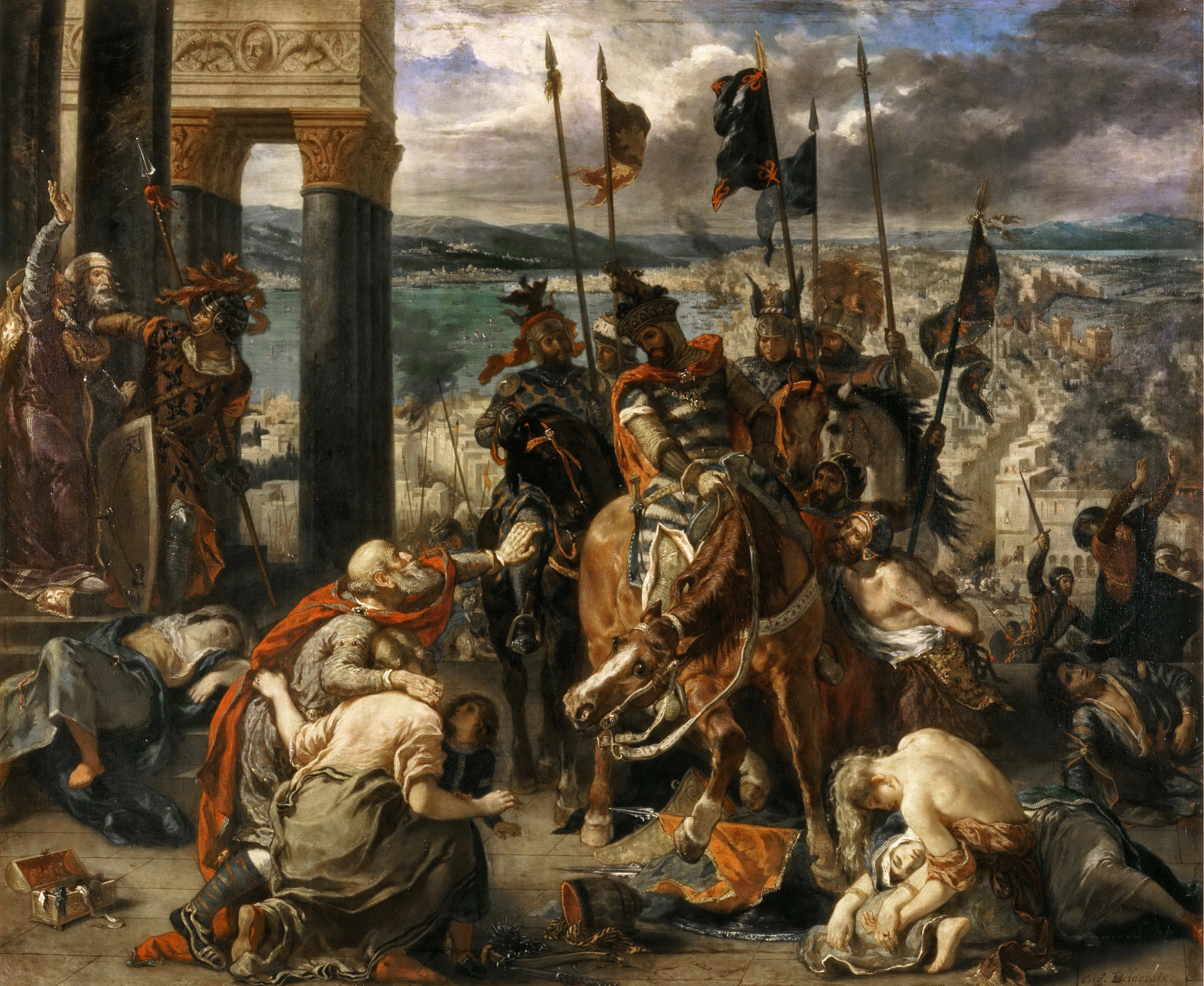
La Prise de Constantinople par les Croisés (Eugène Delacroix)

## La Priseet ses générateurs de prose
À l'image encore de Roussel, cette fois celui de Comment j'ai écrit certains de mes livres, Ricardou fournit, mi-analyse mi-récit auto-génétique, une longue étude "La fiction à mesure: problèmes de l'élaboration textuelle sur l'exemple de La Prise de Constantinople" qui explique les "principes de [l]a fabrique". Cette étude développe l'initial auto-commentaire "Naissance d'une fiction" (1971) présenté au premier grand colloque sur le Nouveau Roman. Cet article propose une réflexion théorique sur les éléments fondateurs régissant l'écriture de son deuxième roman et révèle les différents éléments de base responsables de l'engendrement du texte. Dans la mesure où celui-ci "ne saurait guère obtenir sa fiction qu'en évitant toute entité antécédente à reproduire, il ne peut au départ se bâtir que sur un rien":
"Rien, un jour, ne m'a paru plus impératif que le projet de composer un livre qui édifiât sa fiction, non comme la représentation d'une entité antécédente, réelle ou imaginaire, mais à partir de précis mécanismes de génération et de sélection". 
Le romancier souligne notamment la manière dont il reprend, non sans ironie, le projet de Flaubert d'écrire "un livre sur Rien". Cependant, il s'agit moins de renouer avec une représentation du Néant (vide existentiel ou notion métaphysique) que d'exercer des "permutations" sur "tout ou partie du signifiant":
Par une obéissance ironique au flaubertien désir du livre sur rien, La Prise de Constantinople tire maints composants de ces opérations sur le vocable initial. Rien : nier, rein, ire, renie (reni), nerf (ner), rang (ren), dans (en), rire (ri), erre (r), haine (n), etc.. 
Ainsi, en détournant le fameux projet flaubertien, et à l'instar du poème "Salut" de Mallarmé, qui ouvre le recueil des Poésies, c'est littéralement à partir du vocable "rien" que naît, dès l'incipit, la prose.
De "Naissance d'une fiction" (1971) à "La fiction à mesure" (1978), l'auto-commentaire détaille les divers éléments générateurs qui déterminent textuellement l'élaboration fictionnelle. Ainsi, une part du récit est aussi déduite du patronyme de l'auteur ("Jean Ricardou") et du nom de l'éditeur (les "Editions de Minuit"). Ces vocables fournissent en quelque sorte, par « voie de décomposition », le nom de certains personnages (Ed et Edith), tel site de l'action (qui se déroule sur la colline de Sion) et ses circonstances (le premier épisode prend place la nuit). Le choix de matériau de base obéit à un second principe: celui  de surdétermination, concept qui sera introduit dans "Naissance d'une fiction":
"Le principe de choix peut se nommer surdétermination. Il exige que tout élément du texte y figure au moins pour deux raisons"
Ce principe, fondamental dans la théorie ricardolienne à l'époque, sera amplement développé dans "La Fiction à mesure":
Nommons textualité d'un élément son aptitude à figurer dans tel état d'un texte. [...] [L]e degré de textualité d'un élément se mesure au nombre des liaisons à partir desquelles peut s'accomplir son insert dans tel état du texte. [...] Ce choix des éléments, en ce qu'il s'accomplit à partir des multiples liaisons permises par le texte, nous proposons de l'appeler surdétermination textuelle.
C'est grâce à ces règles d'écriture auto-imposées que s'invente la fiction. Elles en sont le déclencheur. Si elles ne procèdent nullement d'une forme canonique, elles ne sont non plus issues du hasard ou d'une sélection arbitraire. Ainsi, certains des composants, tirés d'éléments figurant sur la couverture, s'établissent à partir des aspects graphiques et phoniques du nom du signataire. Or, si cette base entraîne de précises astreintes numériques ou anagrammatiques [le nombre 8 notamment], ce matériau générateur de fiction s'impose en quelque sorte de lui-même. En effet, loin de tout « narcissisme », le choix de ce ressort patronymique dérive d'une stricte raison matérielle. Dans la mesure où un texte se trouve "impérieusement conditionné" par un protocole de diffusion l'inféodant, notamment, aux « diverses inscriptions » (emblèmes éditoriaux, nom du signataire) trônant sur une couverture, une façon de le subvertir, c'est de retourner la situation en "textualisant" ce "hors-texte".
Il s'agit ainsi de tirer parti de ces contraintes péritextuelles, en quelque sorte, préalables. À la manière de Poe qui, dans "Le scarabée d'or" utilisa le titre du journal auquel le conte était destiné, les données péritextuelles qu'offrent les emblèmes éditoriaux (en l'occurrence, l'étoile à cinq branches et la lettre M de Minuit) peuvent, non moins que le nom de l'auteur, être intégrées à l'élaboration du texte. Ainsi, à la manière de l'art in situ, cette intégration du péritexte au procès romanesque n'a d'autre raison que de tirer les conséquences du lieu matériel où se présente le texte.
Notable aussi est le statut particulier de ces essais réflexifs que sont "Naissance d'une fiction" et "La fiction à mesure". En effet, les considérations théoriques semblent surgir d'un récit rétrospectif qui peut être qualifié d'autographie. Dans un autre régime, ces essais peuvent faire songer à l'ultime nouvelle de Révolution minuscules intitulée "Aubiographie" (1969). De même que ce récit embrasse l'ensemble de ses propres fictions antérieures, opérant ainsi une mise en réseau délibérément intertextuelle de son œuvre, ces essais constituent des auto-analyses qui portent en germe certaine façon d'écrire qui s'accentueront pour aboutir à la forme du "mixte", genre inclassable, qui caractérisera, quatre ans plus tard, Le Théâtre des métamorphoses (1982).

## L'invention du roman polydiégétique

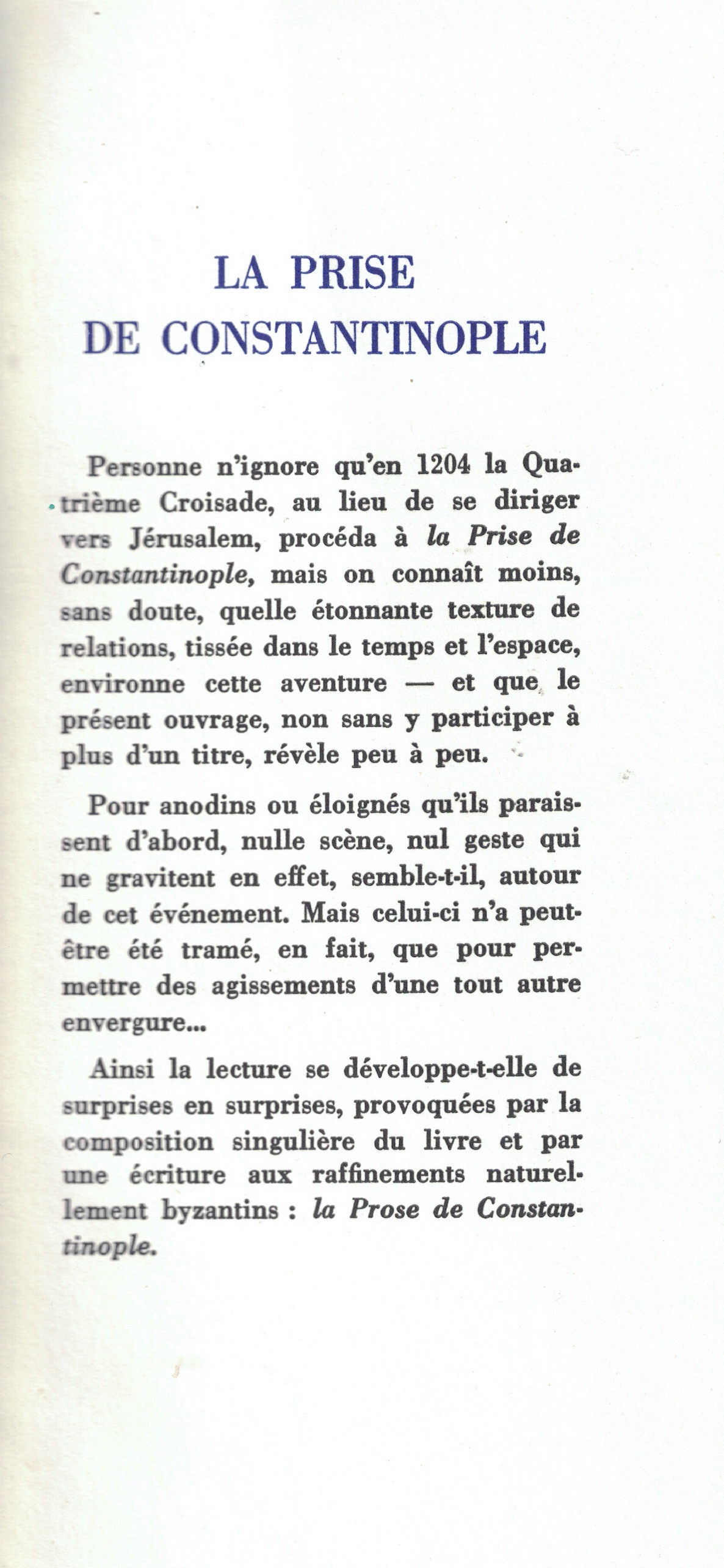
Prière d'insérer Prise Constantinople revers couverture.jpg

Si La Prise de Constantinople innove au point d'impulser un élan décisif au cœur du mouvement néo-romanesque, il coïncide avec cette étape de l'œuvre robbe-grilletienne engagée à partir de La Maison de rendez vous (1965). Le type de composition mis en œuvre dans La Prise se retrouvera  dans certains Nouveaux Romans des années 1970: 
On le dit peu, mais certains des grands romans de Claude Simon comme Triptyque (1973), Leçon de choses (1975) ou Les Corps conducteurs (1971) ne sont pas même envisageables sans la lecture de La Prise de Constantinople
Ce qui définit, selon Ricardou, cet "autre stade" dit du Nouveau Nouveau Roman, c'est, à hauteur des fonctionnements des récits, "l'assemblage impossible d'un pluriel diégétique". La Prise de Constantinople offre un cas exemplaire de ce type inédit de composition. Cette union "impossible" inaugure le roman polydiégétique: "soit un texte qui combine plusieurs "récits" ancrés dans des univers spatio-temporels a priori incompatibles". C'est précisément ce qu'annonce le prière d'insérer, qui se découvre au revers de la jaquette. Il le souligne d'emblée: à partir de cet épisode mémorable de l'histoire (en l'an 1204, au cours de la Quatrième croisade), gravitent d'autres récits parallèles: 
on connaît moins, sans doute, quelle étonnante texture de relations, tissée dans le temps et l'espace, environne cette aventure — et que le présent ouvrage, non sans y participer à plus d'un titre, révèle peu à peu.
Bref, une histoire médiévale de conquête (la prise d'une capitale byzantine) s'entrecroise à d'autres récits alternatifs relevant tantôt de la science-fiction (une aventure d'exploration vénusienne), tantôt d'une fable narrant des jeux d'enfant et qui met en scène divers mimodrames.
Vingt-cinq ans après La Prise, Ricardou usera du terme de polydiégétisme pour rendre compte du récit alterné motivé par la représentation d’événements simultanés dans Le Sursis et de Vol de nuit. Toutefois, dans les romans de Sartre ou de Saint-Exupéry, les séquences synchrones participent d’une même diégèse. En dépit des ruptures suspensives que provoque chaque alternance, une même « histoire » noue ces actions simultanées advenant en divers lieux. Comme le Premier Nouveau Roman, ces récits demeurent foncièrement monodiégétiques. Or, La Prise se distingue manifestement de ces romans "sursitaires" puisque la composition romanesque, en l'occurrence tri-diégétique, repose sur une combinaison de récits hétérogènes. En cette seconde phase, le Nouveau Roman est passé "du stade de l'Unité agressée [à celui ] de l'Unité impossible : "Le récit n'a donc point disparu: au cours de son procès, il s'est multiplié et ce pluriel est entré en conflit avec lui-même".
Problèmes du Nouveau Roman en soulignait le principe: "tout roman comporte la pédagogie de la lecture qu'il exige". Cette "éducation textuelle" peut réussir "en façonnant la lecture de son lecteur […]". De La Prise de Constantinople au futur roman Les Lieux-dits (1969), ce précepte explique que, sous-jacente aux diverses fables, la fiction ricardolienne se fait délibérement auto-réflexive. En même temps, elle ne saurait se réduire à cette stratégie manifestement auto-représentative. Loin de périr, si les récits se multiplient, la composition romanesque ne consiste pas à seulement agencer une pluralité d'histoires distinctes. Se superpose une orientation complémentaire, un élément moteur qui anime l'entrecroisement des récits. À cette exposition autoreprésentative qui imprègne les textes de fiction, s'ajoute un principe qui en conteste l'hégémonie. À l'image de l'intrarécit des Lieux-dits, allégoriquement intitulé "Le Jardin des Oppositions", ils procèdent non moins d'une logique foncièrement agonistique: 
"[...] ce livre est fait de la lutte d'au moins deux récits : un récit terrestre, contemporain, mettant en jeu un groupe d'enfants et un groupe de jeunes gens; un récit vénusien, futur, mettant en place un groupe d'explorateurs. Or, puisque, par définition, les récits marquent leur autonomie dans un texte, en ce qu’ils ne partagent ni les lieux, ni les époques, ni les personnages, ce n'est pas en ces domaines que se peut rencontrer le territoire commun de leurs conflits
Selon un subtil retournement, c'est le conflit des récits qui engendre la représentation:
"les fonctionnements de La Prise de Constantinople et des Lieux-dits sont désignés, métaphoriquement, par les aventures qu'ils proposent. S'il s'agit, en les deux cas, d'évidents récits de guerre, c'est qu'ils proviennent, en les deux cas, d'une évidente guerre des récits" .
Et sous ces batailles des récits ou des genres, se rejouent d'ancestrales "guerres idéologiques".

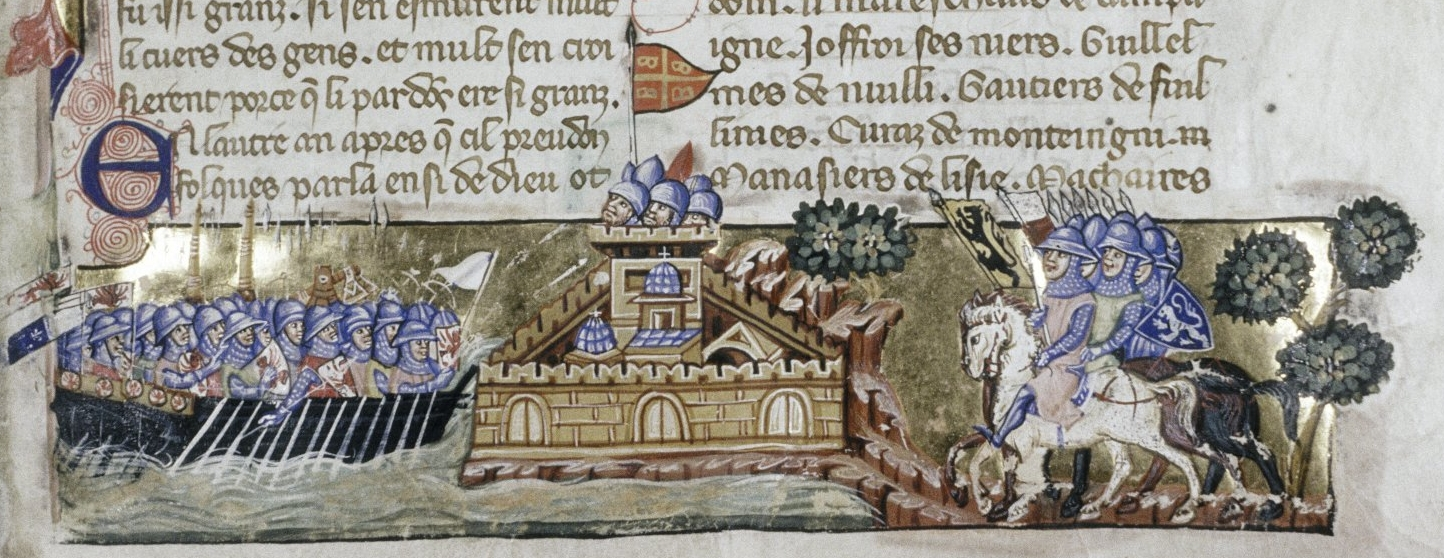
Miniature illustrant le siège de Constantinople par les Croisés, d'après une édition de l'œuvre de Villehardouin (Venetian ms. circa 1330)

## Un roman polygénérique
De façon plus radicale, non seulement s'y enchevêtrent et se contestent mutuellement des séries foncièrement distinctes du point de vue spatio-temporel. Mais leur conflit s'aggrave dans la mesure où ces histoires relèvent de genres divers : les épisodes relatifs à la Quatrième croisade s'inspirent d'une chronique historique, ceux narrant des jeux d'enfant, avec leurs mimodrames, s'apparentent à une fable, tandis que les aventures d'exploration spatiale ressortissent plutôt à la science-fiction.
Si l'Unité diégétique est rendue "impossible", c'est que la fiction croît en entremêlant ainsi trois ancrages temporels divergents (passé, présent, futur). Autrement dit, si le roman polydiégétique entrelace des histoires « représentativement » incompatibles selon une stricte logique référentielle, il s'avère non moins polygénérique: alors que le récit naît d'une histoire de Croisés, la fiction dans son ensemble devient l'allégorie d'un composition entrecroisée.
L. Higgins voit encore dans le roman et, notamment, dans la série médiévale, une "croisade intertextuelle": La fiction historique, en particulier, se trouve à l'intersection, autrement dit, au croisement, de trois "fils intertextuels" qui, plus précisément, proviennent de "trois périodes historiques et de trois genres—l'histoire, la peinture et la poésie—tous intégrés en une seule prose byzantine". L'intertexte pictural n'est autre que le célèbre tableau de Delacroix: La prise de Constantinople par les croisés, le choix de cette œuvre servant de parfaite illustration au principe de surdétermination qui préside à sa convocation. À cette association d'une chronique médiévale et d'une œuvre picturale, s'ajoute un troisième texte sous-jacent qui emprunte au genre de la poésie: "La chevelure" de Mallarmé : "La chevelure vol d'une flamme à l'extrême/ Occident de désirs".
Selon diverses transformations anagrammatiques ou décomposition syllabique, c'est encore le nom de l'auteur de Locus Solus, « Roussel » (rousse/sel, etc.) qui sert de générateur intertextuel:
""Secret acknowledgment of this important predecessor is the most revealing intertextual layer of La Prise/Prose de Constantinople. Working from two almost identical sentences, Roussel constructed his stories as a means of getting from one to the other. For example, Impressions d'Afrique, Roussel claims, traces an itinerary from 'Les lettres du blanc sur les bandes du vieux pillard' to another sentence which differs only by the substitution of 'billard' for 'pillard'". Ricardou's external intertextuality (Villehardoin, Delacroix, Mallarmé) and his internal intertextuality (minuscule displacements in repeated descriptions) systematically reenact and go beyond Roussel's procédé. La Prise/Prose moves from 'prise' to 'prose' through the transformation of hair into a cataract, of breasts into a precipice. The parlor game in part II, and the pervasive functioning of anagram, point to that process as both ludic and dangerous" .
Combinant à l'excès, et de façon multipolaire, divers récits antagonistes relevant, de surcroît, de genres si différents et si exclusifs qu'en général un même texte ne se risque à les accoupler, ce roman ouvre la voie de ce qui, avec Le Théâtre des métamorphoses (1982), de façon encore plus extrême et démonstrative, aboutira à une forme inouie — désignée sous l'appellation "inclassable" de mixte — où s'entrecroiseront fictions (récits et descriptions), pièce radiophonique, poésies, récritures, illustrations (schémas et dessins), l'ensemble réfléchi par d'ensorcelants divertissements théoriques.

### Éditions de l'ouvrage
- La prise de Constantinople, roman, Minuit, Paris 1965, 272 p.
- La Prise de Constantinople et autres écrits dans L'Intégrale Jean Ricardou tome 2 (1962-1966)[42], Les Impressions nouvelles, Bruxelles, 2017, 480 p.,  (ISBN 978-2-87449-616-5)

### Essais de Ricardou surLa Prise de Constantinople
- “Naissance d'une fiction” (La prise de Constantinople), Nouveau Roman: hier, aujourd'hui, direction de Jean Ricardou (avec Françoise Van Rossum-Guyon), et publication de ce colloque de Cerisy, UGE, collection “10/18”, Paris 1972, tome 2, "Pratiques", p. 379-392, et discussion p. 393-417. Repr. "Révolutions minuscules, Pour une théorie du Nouveau Roman et autres écrits", L'Intégrale Ricardou (1971), tome 5, Les Impressions Nouvelles, 2019, p. 396-422.
- "La fiction à mesure (Problèmes de l'élaboration textuelle sur l'exemple de la Prise de Constantinople", Nouveaux problèmes du roman, essais, Seuil, collection “Poétique”, Paris 1978, p. 244-351.

### Livres (chapitres)
- Higgins, Lynn A., Chapter III: "Metamorphoses of a Superbook: La Prise/Prose de Constantinople", in Parables of Theory. Jean Ricardou's Metafiction, Birmingham, Alabama, Summa Publications, Inc., 1984, p. 93-135.
- Forest, Philippe, Histoire de Tel Quel, Seuil, coll. « Fiction & Cie », 1995, p. 225-230.
- Sirvent, Michel, chapitre V. "Un roman polydiégétique, La Prise de Constantinople (1965)", in Jean Ricardou, de Tel Quel au Nouveau Roman textuel, collection monographique en littérature française contemporaine 36, Amsterdam-Atlanta, GA, Rodopi, 2001, p. 104-120.

### Articles
- Prigogine, Hélène, “L'Aventure ricardolienne du nombre”, Colloque de Cerisy, Nouveau Roman: hier, aujourd'hui, direction de Jean Ricardou (avec Françoise Van Rossum-Guyon), colloque de Cerisy, UGE, collection “10/18”, Paris 1972, tome 2, "Pratiques", p. 353-378.
- Jones, Tobin, "In Quest of a Newer New Novel: Ricardou's La Prise de Constantinople", Contemporary Literature, vol. 14, no 3, 1973, p. 296-309.
- Rice, Donald B, "The Ex-centricities of Jean Ricardou's La Prise/Prose de Constantinople", International Fiction Review, vol. 2, no 2, juillet 1975, p. 106-112.
- Calle-Gruber, Mireille, « Effets d'un texte non saturé: La Prise de Constantinople », Poétique, no 35, 1978, p. 326-335.
- Higgins, Lynn A., "Typographical Eros : Reading Ricardou in the Third Dimension", Yale French Studies 57, 1979, p. 180-94.
- Waelti-Walters, J., "Autonomy and Metamorphosis", Romanic Review, vol. 73, no 4, nov. 1982, p. 505-514.
- Christensen, Bente, « Problèmes méthodologiques d'une lecture intertextuelle: Prise de la prose », Revue Romane 17, no 2, 1982, p. 55-63.
- Higgins, Lynn A., « Literature à la lettre: Ricardou and the Poetics of Anagram », The Romanic Review, 73, no 4, 1982, p. 473-488.
- Sirvent, Michel, "Robbe-Grillet et Ricardou: pour une définition du champ d'interfluence en littérature", Les Lettres romanes, XLVIII, no 3-4, 1994, p. 317-334.
- Sirvent, Michel, « Jean Ricardou : 'Sous les pavés la page' », Acta Fabula, vol. 20, n° 10, Essais critiques, Décembre 2019.